# Чудаки (фильм, 2002)
«Чудаки́» (англ. Jackass: The Movie) — американский документальный комедийный фильм 2002 года режиссёра Джеффа Тремейна. Он является продолжением телесериала MTV «Чудаки», который завершил свое существование. Фильм был снят компаниями Lynch Siderow Productions и Dickhouse Productions. В фильме снялась большая часть оригинального актёрского состава сериала, включая лидера Джонни Ноксвилла, Стива-О, Бэма Марджеры, Райана Данна, Криса Понтиуса, Эрена Макги, Ви Мэна, Престона Лэйси и Дэйва Ингленда. MTV Films и Paramount Pictures выпустили фильм в прокат 25 октября 2002 года. Фильм собрал более 79,5 миллионов долларов по всему миру и получил смешанные отзывы критиков.
В 2006 году была выпущена нерейтинговая версия фильма продолжительностью 87 минут. За фильмом последовало продолжение — «Придурки» (2006).

## Сюжет
«Чудаки» — это сборник трюков, сценок, розыгрышей, перемежающихся беседами с актёрами на съемочной площадке. Фильм начинается с того, что весь основной состав катается по склону на гигантской тележке. В самом низу ребята врезаются во фруктовый киоск, который посылает их в полет на фрукты.
Наиболее заметные трюки и розыгрыши включают: Джонни Ноксвилл переворачивается в тележке для гольфа, Бэм Марджера разыгрывает свою мать Эйприл, заведя на кухне живого аллигатора, Райан Данн сражается с женщиной-чемпионом по кикбоксингу, Стив-О нюхает васаби, Ви Мэн угрожает Японии в гигантском дорожном конусе, Крис Понтиус танцует на публике в одних стрингах, Престон Лейси сидит на скамейке, которая подстроена так, чтобы рухнуть на глазах у ничего не подозревающих зрителей, Дэйв Ингленд испражняется в витринный унитаз в хозяйственном магазине, а Эрен Макги ест жёлтый снег из собственной мочи.
Последний трюк включает в себя игрушечную машинку, вставленную в анус одного из актёров, чтобы показать её на рентгеновском снимке. Стив-О должен был выполнить этот трюк, но после того, как отец сказал ему, что от него отрекутся, если он сделает это, Райан Данн вызвался добровольцем и в итоге выполнил трюк. Конечный результат оказывается успешным, как выясняется после того, как сделан рентгеновский снимок. Позже игрушечный автомобиль извергается наружу. После этого Джонни Ноксвилла запускают в озеро с помощью катапульты, а комик Рип Тейлор объявляет, что фильм закончился.

## В ролях
Основной актёрский состав телешоу вернулся в фильм:
- Джонни Ноксвилл
- Бэм Марджера
- Райан Данн
- Стив-О
- Ви Мэн
- Крис Понтиус
- Престон Лэйси
- Дэйв Ингленд
- Эрен Макги

Приглашенные гости:
- Лумис Фолл
- Брэндон ДиКамилло
- Рааб Химселф
- Рэйк Йон
- Эйприл Марджера, Фил Марджера и Джесс Марджера
- Стефани Ходж
- Майк Кассак
- Мэнни Пьюиг
- Рип Тейлор
- Тони Хок
- Клайд Синглтон
- Эрик Костон
- Мэт Хоффман
- Наоко Кумагаи
- Баттербин
- Генри Роллинз

Как и в телешоу, в фильме появляются режиссёр и продюсер Джефф Тремейн, продюсер Спайк Джонз, операторы Рик Косик, Лэнс Бэнгс и Грег Игучи, оператор и сопродюсер Дмитрий Еляшкевич, фотограф и сопродюсер Шон Кливер и исполнительный продюсер Трип Тейлор.

## Производство
После успеха телесериала «Чудаки» продюсеры предложили Джонни Ноксвиллу снять полнометражный фильм. Вначале он отверг эту идею, поскольку не понимал концепции; он думал, что для съемок будут приглашены голливудские актёры. Позже он согласился, когда Джефф Тремейн и Спайк Джонз объяснили, что это будет «более непристойная версия» телесериала.
Среди эпизодов, которые были сняты, но были вырезаны из театральных и домашних релизов: Джин Лебелл душит актёров по очереди; Райан Данн, которому Бэм Марджера брызгает в лицо жидкостью от медведей; Ви Мэн катается на скейте, будучи одетым в костюм пениса; Престон Лэйси, которому оператор Дмитрий Еляшкевич состригает волосы; Дэйв Ингленд, выдающий себя за художника-карикатуриста, чтобы нарисовать неподобающие рисунки; Стив-О выливает пиво в задницу с помощью садового шланга (что позже было переделано в фильме «Придурки»); Крис Понтиус и Дэйв Ингленд надевают велосипедный замок на шею члена команды; Эрен Макги, Данн, Понтиус и Мэт Хоффман катаются на вейкборде с BMX. Некоторые из этих удаленных фрагментов вкратце показаны в титрах.
Первоначально планировалось, что в сюжете с рентгеном в задницу вставят сотовый телефон, а потом позвонят, но позже это заменили на игрушечную машинку. Сцена, которая была запланирована, но так и не была снята по финансовым причинам, предполагала, что Крис Понтиус будет одет в костюм дьявола и отправится в пятидесятническую церковь, где работают с живыми змеями.

## Выход на видеоносителях
Фильм был выпущен на DVD 25 марта 2003 года. DVD включает 27 минут дополнительного материала, не вошедшие сцены и фильм канала MTV Making of Jackass: The Movie. Фильм был выпущен на Blu-ray в 2022 году.

## Кассовые сборы
Бюджет фильма составил 5 миллионов долларов, и он стал фильмом номер один в американском прокате после открытия, собрав 22,8 миллиона долларов, показан в 2 509 кинотеатрах, в среднем по 9 073 доллара с каждого кинотеатра. Во второй уик-энд фильм опустился на четвёртое место и упал на 44 процента до $12,7 млн при сборах в 2 530 кинотеатрах и средних сборах $5 032 на один кинотеатр. Десятидневные сборы составили 42,1 миллиона долларов. Только в США фильм собрал 64,3 миллиона долларов, из которых премьерные выходные составили 35,43 процента от окончательных сборов. В других странах фильм заработал 15,2 миллиона долларов, в результате чего его мировые сборы составили 79,5 миллиона долларов.

## Оценки критиков
По данным Rotten Tomatoes, 49 % критиков дали фильму положительные отзывы на основе 96 рецензий, со средней оценкой 5/10. По мнению критиков сайта, «есть большая вероятность того, что вы будете истерически смеяться над одним трюком, но будете отвращаться от следующего в этой большой экранизации спорного шоу MTV». На Metacritic фильм получил средний балл 42 из 100 по оценкам 14 критиков, что означает «смешанные или средние отзывы». Зрители, опрошенные CinemaScore, поставили фильму среднюю оценку «A-» по шкале от A+ до F.